# Essens sexdagars
Essens sexdagars  var ett tyskt sexdagarslopp i bancykling som arrangerades i Essen årligen från 1960 till 1967. Det hoppade lite fram och tillbaka i kalendern från slutet av januari till början av mars.
Flest segrar, tre vardera, har schweizaren Fritz Pfenninger och nederländaren Peter Post, varav två tillsammans.

## Podieplaceringar
| År   | Vinnare                             | Tvåa                           | Trea                                   |
| 1960 | Hans Jarosczewicz Günther Ziegler   | Klaus Bugdahl Gerrit Schulte   | Reginald Arnold Ferdinando Terruzzi    |
| 1961 | Reginald Arnold Ferdinando Terruzzi | Rudi Altig Hans Junkermann     | Klaus Bugdahl Jean Roth                |
| 1962 | Klaus Bugdahl Fritz Pfenninger      | Rudi Altig Hans Junkermann     | Emile Severeyns Rik Van Steenbergen    |
| 1963 | Rudi Altig Hans Junkermann          | Peter Post Rik Van Steenbergen | Klaus Bugdahl Fritz Pfenninger         |
| 1964 | Rudi Altig Hans Junkermann          | Klaus Bugdahl Sigi Renz        | Palle Lykke Jensen Rik Van Steenbergen |
| 1965 | Peter Post Rik Van Steenbergen      | Rudi Altig Hans Junkermann     | Palle Lykke Jensen Freddy Eugen        |
| 1966 | Peter Post Fritz Pfenninger         | Klaus Bugdahl Sigi Renz        | Rudi Altig Dieter Kemper               |
| 1967 | Peter Post Fritz Pfenninger         | Sigi Renz Hans Junkermann      | Horst Oldenburg Dieter Kemper          |